# Tour T1
Tour T1 är en skyskrapa i La Défense utanför Paris, Frankrike, belägen i kommunen Courbevoie. Skyskrapan är, med sina 185 meter och 36 våningar, den fjärde högsta skyskrapan i La Défense, efter Tour First, Tour Majunga och Tour Total. 